# Kansas
Kansas [ˈkænzəs] ⓘ ist ein Bundesstaat im Mittleren Westen und der Great Plains Region der Vereinigten Staaten, im Norden grenzt er an Nebraska, im Osten an Missouri, im Süden an Oklahoma und im Westen an Colorado. Kansas ist nach dem Kansas River benannt, der seinerseits nach dem Volk der Kansa benannt ist. Die Hauptstadt ist Topeka, die bevölkerungsreichste Stadt ist Wichita (400.000 Einwohner), wobei das größte städtische Gebiet der zwischen Kansas und Missouri geteilte Ballungsraum von Kansas City mit 2,2 Millionen Einwohnern ist, von denen rund 900.000 in Kansas leben. 
Mit einer Fläche von 213.100 km² ist Kansas der 15. flächengrößte Staat, der 36. bevölkerungsreichste der 50 Bundesstaaten mit einer Bevölkerung von knapp 3 Millionen und der 10. am dünnsten besiedelte. Der Staat wird im Allgemeinen als geografischer Mittelpunkt der zusammenhängenden Vereinigten Staaten betrachtet, wobei die Ortschaft Lebanon ungefähr im Zentrum liegt. 
Die Landschaft ist überwiegend von den Great Plains geprägt. Besonders im Westen dominieren die trockenen High Plains mit weitläufigen, flachen Ebenen und großflächiger Landwirtschaft, vor allem Weizen-, Mais- und Sorghumanbau. Der Osten zeigt eine abwechslungsreichere Topographie mit sanften Hügeln, dichterer Vegetation und einem feuchteren Klima. Hervorzuheben sind die Flint Hills, eine weitgehend erhaltene Tallgrass-Prärie mit ökologischer Bedeutung. Der Arkansas River bildet die Hauptsiedlungsachse im südlichen Teil des Bundesstaats, während der Kansas River mit seinen Quellflüssen den nördlichen Teil dominiert. Kansas liegt in der Tornado Alley und ist daher anfällig für extreme Wetterereignisse, da hier kalte Luft aus Kanada auf warme, feuchte Luft vom Golf trifft.  
Jahrtausendelang lebten auf dem Gebiet des heutigen Kansas zahlreiche und unterschiedliche indigene Stämme. Die erste Ansiedlung von Nicht-Indianern in Kansas erfolgte 1827 in Fort Leavenworth. Die Besiedlung beschleunigte sich in den 1850er Jahren, inmitten der politischen Auseinandersetzungen um die Sklaverei. Als die US-Regierung Kansas 1854 mit dem Kansas-Nebraska Act offiziell für die Besiedlung öffnete, entbrannte ein Konflikt zwischen abolitionistischen Free-Statern aus Neuengland und sklavereifreudigen Siedlern aus dem benachbarten Missouri über die Frage, ob Kansas ein Freistaat oder ein Sklavenstaat werden sollte, der unter dem Namen Bleeding Kansas in die Geschichte einging. Am 29. Januar 1861 trat Kansas schließlich als Freistaat der Union bei, daher der inoffizielle Spitzname „The Free State“. Die Verabschiedung der Homestead Acts im Jahr 1862 brachte einen weiteren Zustrom von Siedlern mit sich, und der boomende Viehhandel der 1870er Jahre zog einige der berühmtesten Figuren des Wilden Westens in den Westen von Kansas. 
Heute gehörte Kansas zu den produktivsten Agrarstaaten mit hohen Erträgen an Weizen, Mais, Sorghum und Sojabohnen, sowie Sonnenblumen, was dem Staat auch den Spitznamen "The Sunflower State" gibt. Neben seiner traditionellen Stärke in der Landwirtschaft verfügt Kansas auch über eine umfangreiche Luft- und Raumfahrtindustrie, die sich vor allem in und um Wichita angesiedelt hat und die größten Arbeitgeber des Staates stellt. 

## Geografie

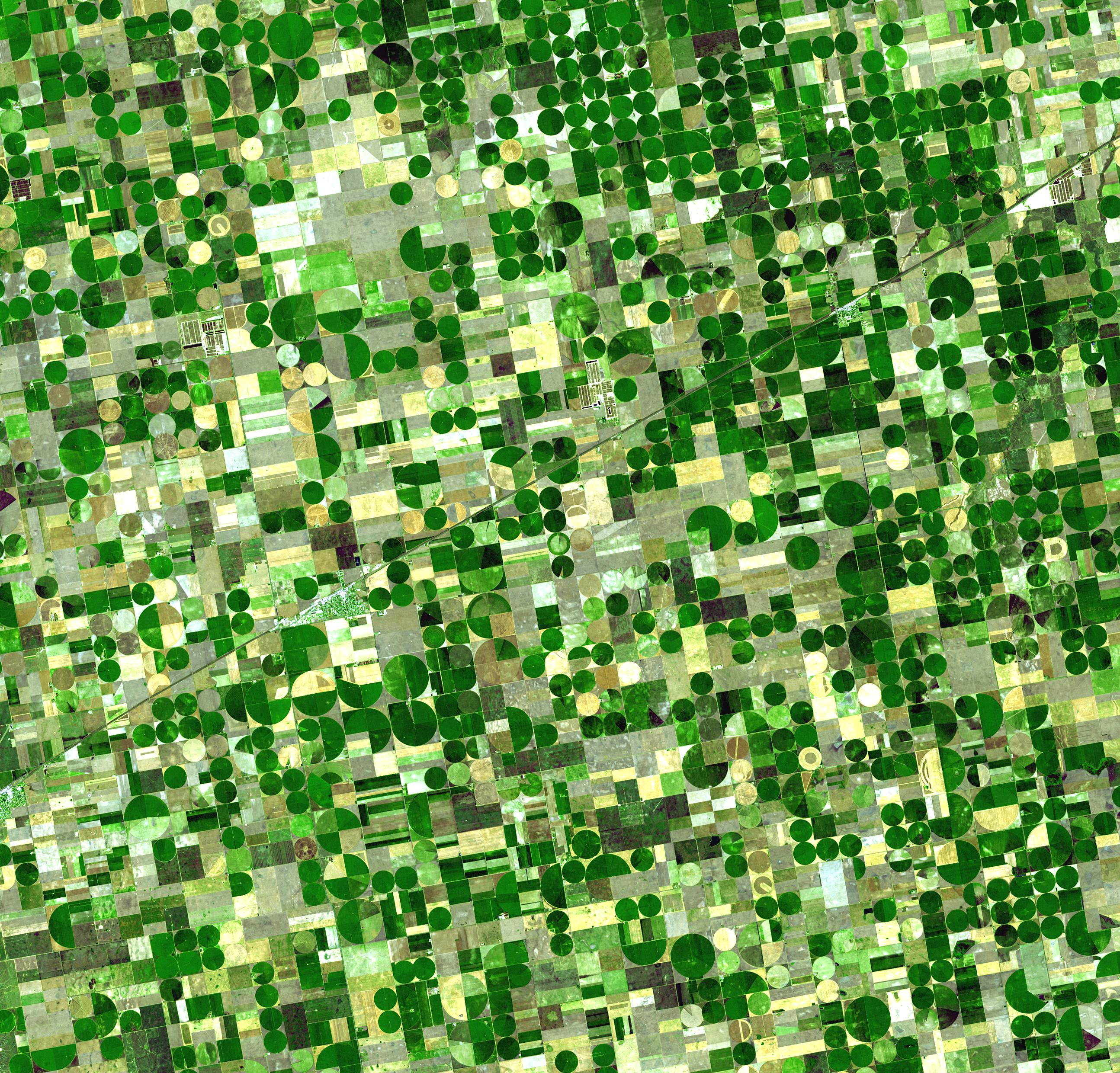
Satellitenbild von Feldern in Kansas, die künstlich bewässert werden (NASA-Bild)

### Lage
Kansas grenzt im Norden an Nebraska, im Westen an Colorado, im Süden an Oklahoma, im Osten an Missouri und nimmt in der Liste der flächenmäßig größten Bundesstaaten Platz 15 ein. Die Ost-West-Ausdehnung beträgt 640 Kilometer, die Nord-Süd-Ausdehnung 336 Kilometer. Als geographisches Zentrum der 48 zusammenhängenden Bundesstaaten („contiguous states“, ohne Alaska und Hawaii) der USA (genau in Osborne County) ist Kansas vom Pazifik wie vom Atlantik gleichermaßen weit entfernt.

### Landschaften
Die größten Flüsse sind Kansas River, Arkansas River, Republican River, Smoky Hill River und Missouri River, der die Nordostgrenze des Staates darstellt.
Die westlichen zwei Drittel von Kansas sind Teil der Central Great Plains, einer großen Ebene, die meist Präriegebiet ist und einst von großen Büffelherden bewohnt war. Heute werden dort vor allem Rinder gezüchtet und Weizen angebaut. Wegen der mäßigen Niederschlagsmenge wird in der Landwirtschaft in der Regel künstlich bewässert. Das östliche Drittel des Staates ist hügelig, teils bewaldet und hat mehr Niederschlag. Höchster Punkt in Kansas ist der Mount Sunflower im Wallace County (1231 m). Die Hauptstadt von Kansas ist Topeka, die größte Stadt ist Wichita.
Kansas gliedert sich in 105 Countys.

### Klima

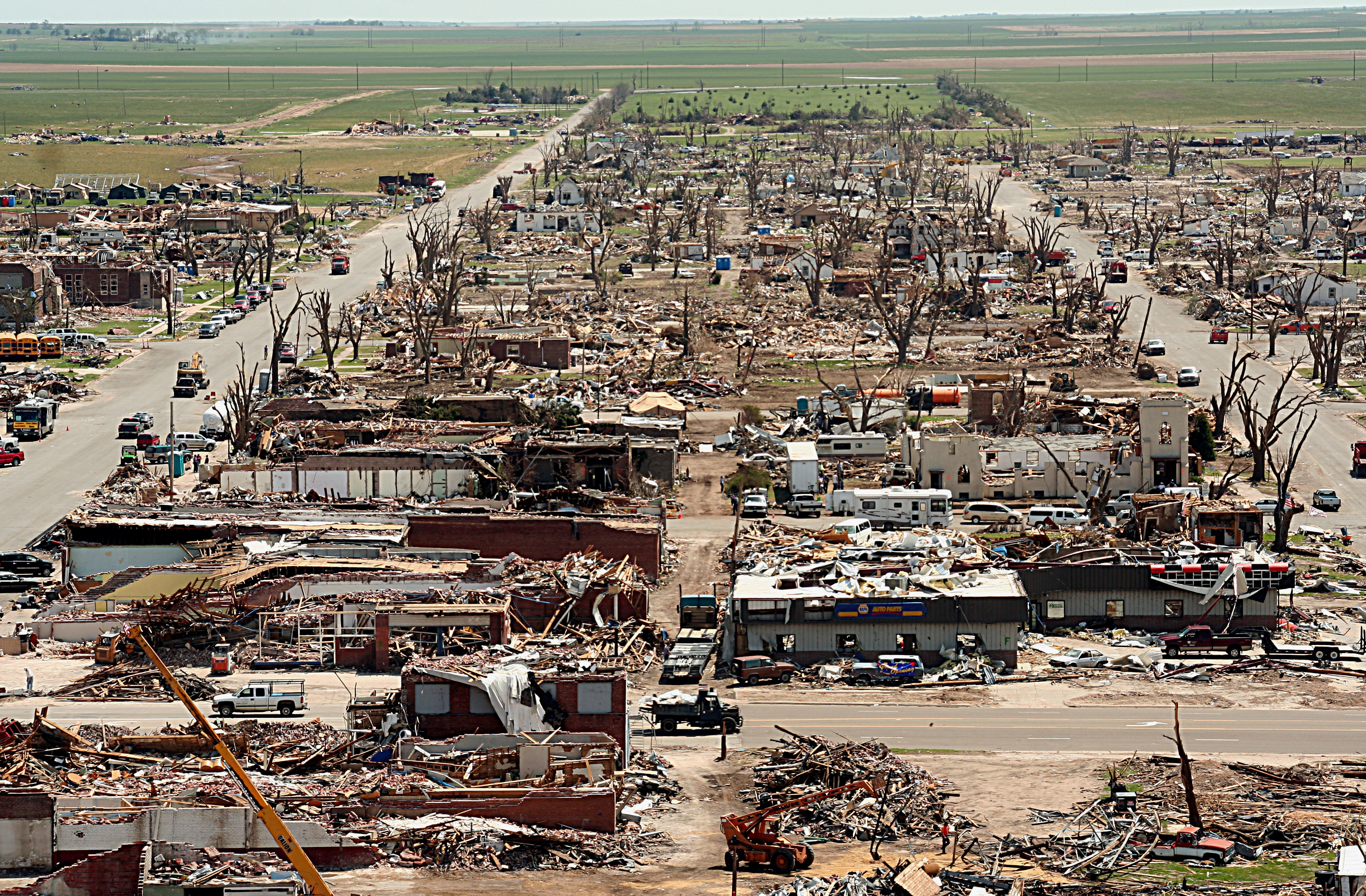
Greensburg, Kansas nach dem F5-Tornado 2007

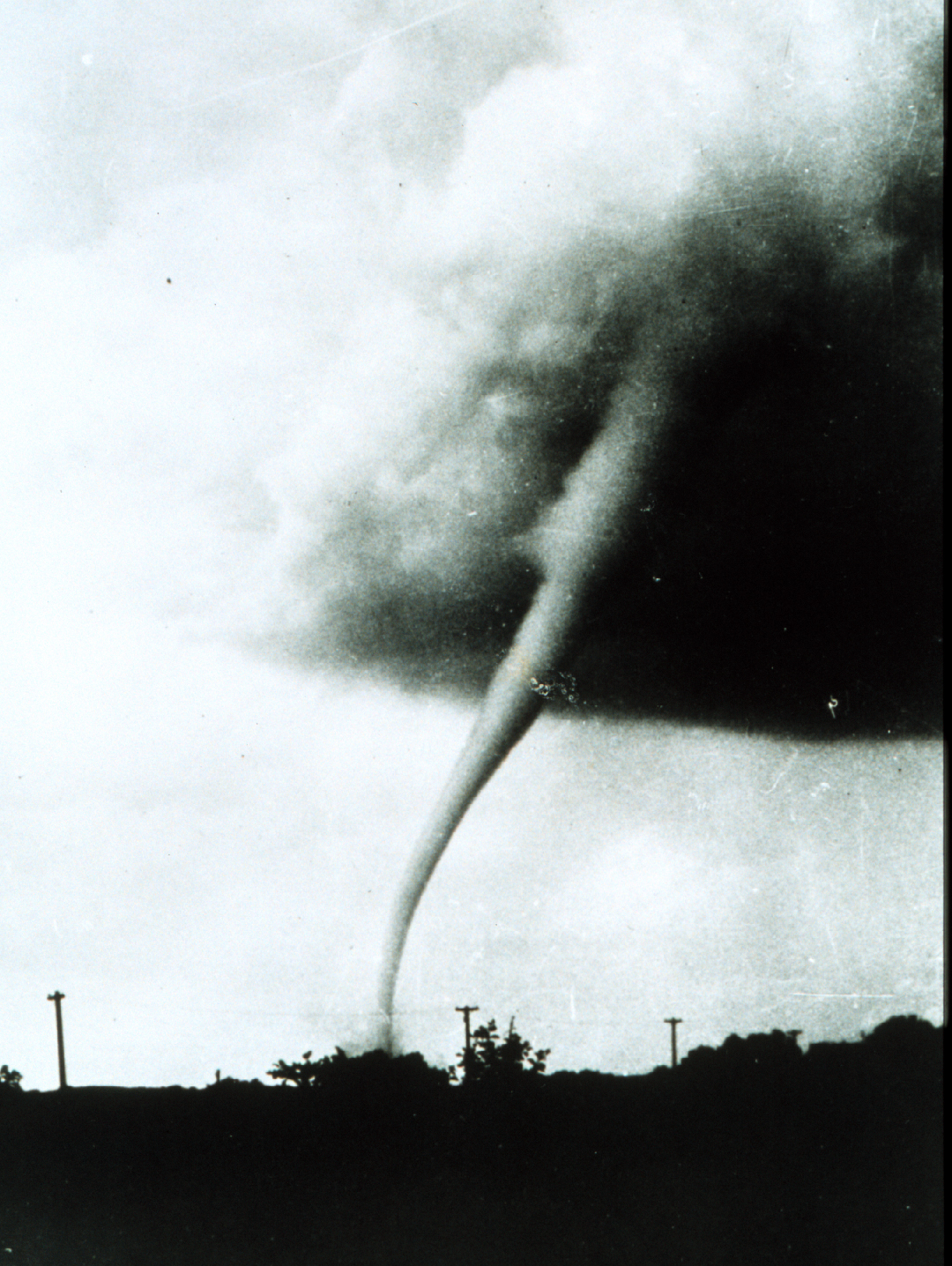
Tornado bei Manhattan, 1949

Kansas hat Kontinentalklima mit kalten Wintern, heißen Sommern und wenig Niederschlag. Die durchschnittliche Jahresniederschlagsmenge beträgt im Osten des Staates teilweise mehr als 1000 Millimeter, durchschnittlich pendelt sie sich jedoch bei ca. 750–1000 mm/Jahr ein. Der Westen des Bundesstaates ist wesentlich trockener. Dort liegt die durchschnittliche Jahresniederschlagsmenge bei ca. 400–500 mm. Die Temperaturen in Kansas können schnell wechseln, im Westen gibt es im Winter Blizzards, und der Staat ist Teil der Tornado Alley, dem Gebiet der USA, in dem es die meisten Tornados gibt. Kansas ist nach Florida und Oklahoma der Staat mit den meisten Tornados pro Jahr und Fläche, die immer wieder schwere Schäden anrichten und Todesopfer fordern. Im Jahre 1966 verwüstete ein Tornado der höchsten Stufe F5 auf der Fujita-Skala Teile Topekas und tötete 17 Menschen, ein anderer F5-Tornado tötete 1955 in Udall sogar 83 Menschen. Im Jahre 2007 verwüstete ein F5-Tornado in der Kleinstadt Greensburg (1500 Einwohner) ca. 95 % aller Häuser, trotz rechtzeitiger Vorwarnungen gab es elf Tote.

## Bevölkerung

### Demografie

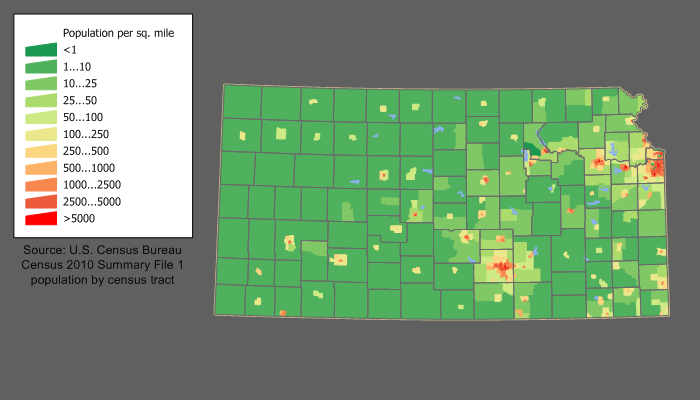
Bevölkerungsdichte

In Kansas leben 2.853.118 Einwohner (Stand: Census 1. April 2010), davon 83,8 % Weiße, 5,9 % Afroamerikaner, 2,4 % asiatische Amerikaner und 1,0 % Indianer. Hispanics oder Latinos machten unabhängig von der Rasse 10,5 % aus. Laut American Community Survey von 2014 haben 786.373 Einwohner deutschstämmige Vorfahren. Mit etwa 27 % Anteil an der Gesamtbevölkerung stellen die Deutschstämmigen somit die mit Abstand stärkste Bevölkerungsgruppe des Bundesstaates dar.

### Religionen
Die mitgliederstärksten Religionsgemeinschaften waren im Jahre 2000 die Katholische Kirche mit 405.844, die Evangelisch-methodistische Kirche mit 206.187 und die Southern Baptist Convention mit 101.696 Anhängern.

### Größte Städte
Die Hauptstadt des Bundesstaates ist Topeka, größte Stadt jedoch Wichita.
| Ort           |               |  |         | Einwohner |
| Wichita       | Wichita       |  | 397.532 | 397.532   |
| Overland Park | Overland Park |  | 197.238 | 197.238   |
| Kansas City   | Kansas City   |  | 156.607 | 156.607   |
| Olathe        | Olathe        |  | 141.290 | 141.290   |
| Topeka        | Topeka        |  | 126.587 | 126.587   |
| Lawrence      | Lawrence      |  | 94.934  | 94.934    |
| Shawnee       | Shawnee       |  | 67.311  | 67.311    |
| Lenexa        | Lenexa        |  | 57.434  | 57.434    |
| Manhattan     | Manhattan     |  | 54.100  | 54.100    |
| Salina        | Salina        |  | 46.889  | 46.889    |
| Hutchinson    | Hutchinson    |  | 40.006  | 40.006    |
| Leavenworth   | Leavenworth   |  | 37.351  | 37.351    |
| Leawood       | Leawood       |  | 33.902  | 33.902    |
| Census 2020   |               |  |         |           |

Die in Kansas gelegene Stadt Kansas City ist von ihrer gleichnamigen Schwesterstadt im benachbarten Bundesstaat Missouri, die mit etwa 480.000 Einwohnern etwa die dreifache Einwohnerzahl hat, durch den Missouri River und die in Nord-Süd-Richtung verlaufende State Line Road getrennt.

### Deutschsprachige Immigranten in Kansas

#### Herkunft der Deutschsprecher

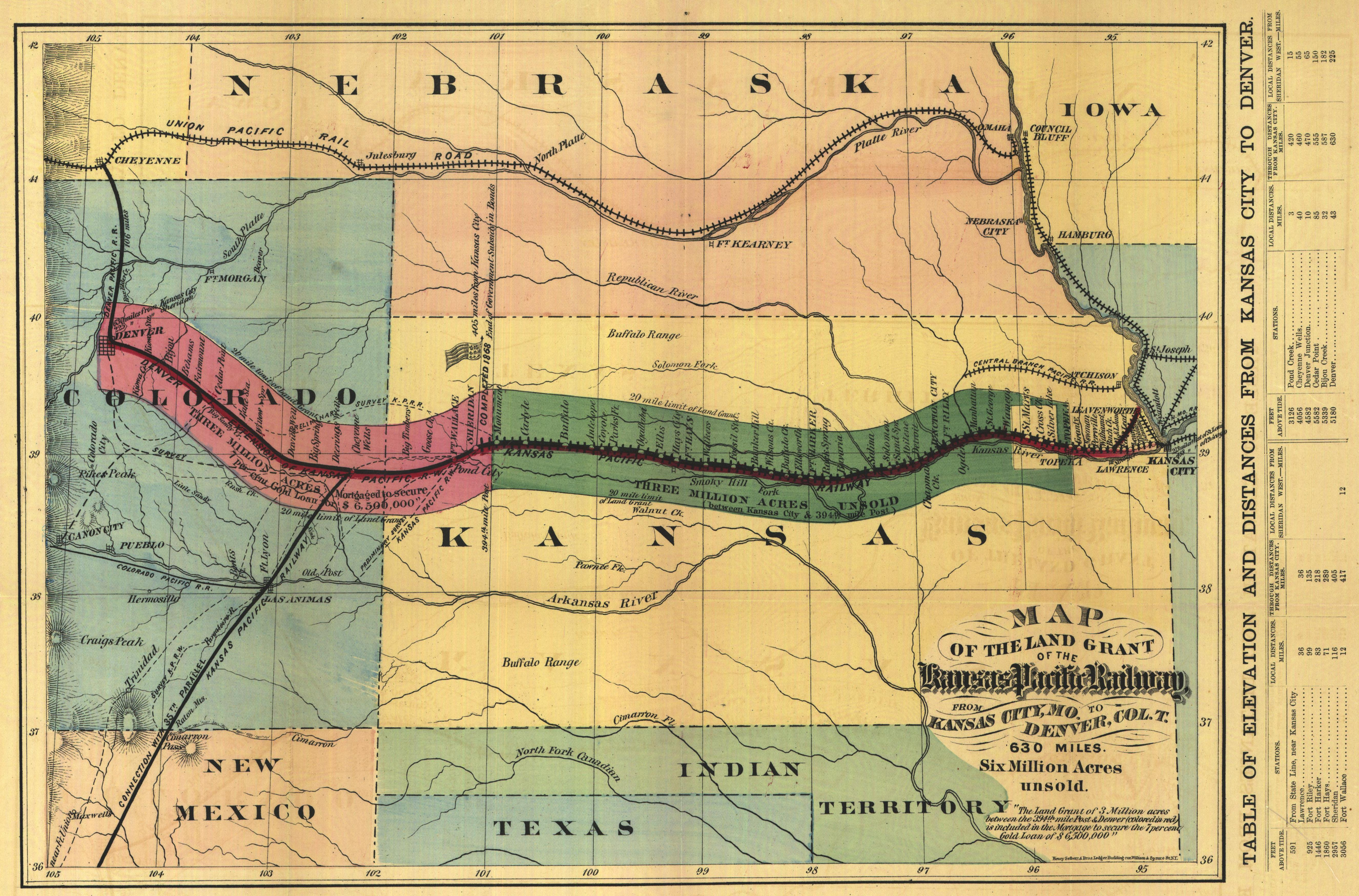
Karte von 1869: Landstreifen, den die Kansas-Pacific Railway entlang ihrer Trasse an Siedler verkaufen konnte

Der Anteil deutschstämmiger Einwohner liegt in Kansas mit 27 Prozent deutlich über dem US-Durchschnitt von 14,4 Prozent. Der Anteil derjenigen Einwohner, deren Vorfahren eine Varietät des Deutschen sprachen, liegt noch höher, da auch Deutschsprecher aus Regionen einwanderten, die in den Statistiken nicht als „deutsch“ erfasst wurden. Dazu gehören Einwanderer aus Österreich und dem Kaisertum Österreich, der Schweiz, dem Elsass, aus Sprachinseln in Osteuropa, vor allem aus dem Wolga-Gebiet und der Bukowina, des Weiteren Pennsylvania German-Sprecher, die zuvor bereits in anderen Gegenden der USA gelebt hatten.

#### Einwanderungswellen
Deutschsprecher waren schon mit den ersten nicht-indianischen Siedlern nach Kansas gekommen. 115 in Deutschland geborene Siedler erscheinen in der Volkszählung von 1855. Die größte Zahl von Deutschsprechern wanderte zwischen 1870 und 1930 nach Kansas ein, als die Einwanderung von Deutschsprechern in die USA schon stark rückläufig war. Mehrere tausend Mennoniten und die ersten Amische kamen in den 1870er Jahren an, als die Eisenbahnrouten nach Westen ausgebaut wurden und die Eisenbahngesellschaften Land verkauften. Besonders die Verladebahnhöfe für Rinder am Chisholm Trail zogen Siedler an. So entstanden z. B. Abilene, in dessen Nähe Pennsylvania Dutch sprechende German Baptists siedelten, und Newton, um das sich die größte Konzentration von Mennoniten westlich des Mississippi niederließ. Die Mennoniten sprechen meist Plautdietsch, eine Variante des Niederdeutschen. Ebenfalls durch die Westerweiterung der Eisenbahnlinien erreichten Wolga- und Bukovinadeutsche die Gegend um Hays, die meist Varianten bayrischer oder Pfälzische Dialekte sprechen. In den 1990er Jahren erlebte Kansas noch einmal eine kleinere Einwanderungswelle von Deutschsprechern. Ungefähr 5000 Plautdietsch-sprechende Mennoniten aus Mexiko siedelten sich in Südwest-Kansas an (in der Gegend um Dodge City), da neu entstehende Schlachthöfe und fleischverarbeitende Betriebe Arbeitsplätze boten.

#### Ortsgründungen

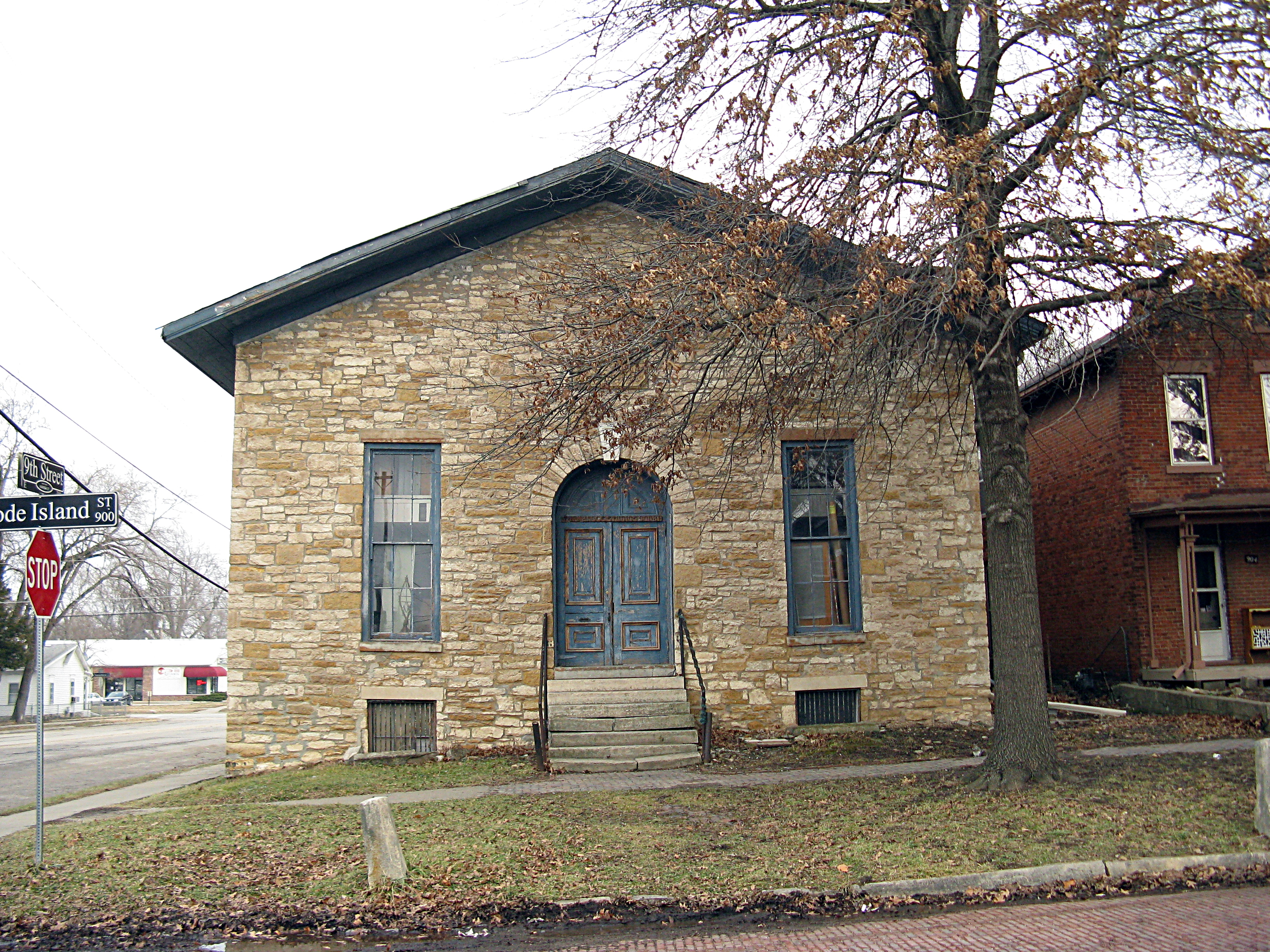
Ehemalige Turnhalle des deutschen Turnvereins in Lawrence

Zahlreiche Orte in Kansas wurden von deutschsprachigen Einwanderern gegründet oder später mehrheitlich von ihnen bewohnt. Dazu gehören z. B. Eudora (Ost-Kansas), das vom Deutschen-Neusiedlungsverein gegründet wurde, oder auch Hays (West-Kansas), das nach dem Zuzug vieler Russlanddeutscher während des Eisenbahnbaus in den 1870er Jahren mehrheitlich Einwohner deutschsprachiger Herkunft hat und sich heute „Hauptstadt der Deutschen in Kansas“ (German Capital of Kansas) nennt. Bei vielen Orten (siehe Liste der Städte in Kansas) kann man am Namen die deutschsprachige Herkunft der Siedler ablesen, so z. B.: Bern (berndeutsch), Hanover und Bremen (niederdeutsch) in Nordost-Kansas, Dresden (sächsisch) und Stuttgart (schwäbisch) in Nordzentral-Kansas, Elbing (ostniederdeutsch) in Südwest-Kansas, oder Strassburg (alemannisch), von dem nur noch der Friedhof existiert. Auch andere Namen verraten einen deutschsprachigen Hintergrund, so die Russlanddeutschen-Siedlungen Liebenthal, Pfeifer und Schoenchen südwestlich von Hays in West-Kansas, Humboldt in Südost-Kansas, das nach Alexander von Humboldt benannt wurde, und Windthorst in Südwest-Kansas, benannt nach dem römisch-katholischen Zentrums-Politiker Ludwig Windthorst (ein mittlerweile verlassener Ort, dessen katholische Kirche noch besteht). Der Ort Hollenberg am Oregon Trail in Nordost-Kansas wurde nach dem Niederdeutschen Gerat Hollenberg benannt, der die nahegelegene Stadt Hanover und eine Station des Pony Express gründete.

#### Deutschsprachige Presse in Kansas
Fast überall in den USA, wo sich viele Deutschsprecher ansiedelten, entstanden deutschsprachige Zeitungen, die meistens mit zunehmender Assimilation der Einwanderer verschwanden. In Kansas wurden über 120 deutschsprachige Zeitungen ins Leben gerufen, wovon zwischen 1885 und 1910 mehr als fünfzehn im ganzen Bundesstaat erhältlich waren. Eine der größten und einflussreichsten war die in Atchison erscheinende Kansas Zeitung (laut Titel „Ein Organ für freies Wort, freien Boden und freie Männer“), die sich während der Territorialzeit gegen die Sklaverei einsetzte und von dem Mitglied der New England Emigrant Aid Company Karl Friedrich Kob (auch: Charles Kob) herausgegeben wurde. Kob veröffentlichte auch einen Ratgeber für Siedler in Kansas in deutscher Sprache (im Jahre 1857 unter dem Titel Wegweiser für Ansiedler im Territorium Kansas).

#### Verlust und Erhalt deutscher Dialekte
Viele Siedler, die bereits in anderen Bundesstaaten gelebt hatten (z. B. Pennsylvania Dutch), hatten schon Englisch gelernt, bevor sie in Kansas siedelten und gaben dann ihren deutschen Dialekt bald auf, mit Ausnahme sich absondernder religiöser Gruppen wie konservative Amische und Mennoniten. Als generelle Tendenz lässt sich festhalten, dass Immigranten, die keiner dieser Gruppen angehörten, ihre deutschen Dialekte meist um die Zeit des Ersten Weltkrieges nicht mehr als Alltagssprache benutzten. Heute beherrschen keine oder nur noch ältere Sprecher diese Kategorie deutscher Dialekte. In Gruppen, in denen die deutschen Dialekte mit der religiösen Identität verknüpft sind, wird die Sprache erhalten. Die konservativen Amische (Old Order Amish) und Mennoniten sprechen noch heute Pennsylvania Dutch oder Plautdietsch als Muttersprache und die Zahl der Amische in Kansas steigt an.

## Geschichte

### Frühgeschichte
Nach der letzten Eiszeit entstanden die heutigen Graslandschaften und die Wälder zogen sich in die Flusstäler zurück. Zwischen 10.000 und 9000 v. Chr. lassen sich die ersten paläoindianischen Bewohner von Kansas nachweisen. Es war zu dieser Zeit kühler, auch wenn hier keine Gletscher bestanden, Mammuts und Mastodons verschwanden erst um 8000 v. Chr.
Dieser paläoindianischen Periode folgte die Archaische Periode (7000 v. Chr. bis Christi Geburt). Um 5000 v. Chr. war die Erwärmung am stärksten, und die großen Säugetiere verschwanden. Die Bewohner stellten sich auf kleinere Tiere und einen höheren Anteil pflanzlicher Nahrung um. Zugleich wurden die Siedlungen dauerhafter, die Lebensweise ortsfester. Die wachsende Bevölkerung bediente sich neuer Mahltechniken, und um 3500 v. Chr. entstanden Tonobjekte. Auch der Atlatl, die Speerschleuder, verbreitete sich.
In der anschließenden Woodland-Periode (bis etwa 1000) entwickelten sich weiter wachsende Gesellschaften mit höherer sozialer Differenzierung. Nun entstanden Tonwaren, wie Töpfe und Krüge. Pfeil und Bogen verdrängten den Atlatl. Aus dem Süden wurde vor 1000 n. Chr. Maisanbau übernommen. Besonders prägend wurde der Bau von Mounds, insbesondere im Osten und Norden von Kansas, zur Beisetzung von Angehörigen der Oberschichten. Dabei war vor allem die Hopewell-Kultur entlang des Missouri von großem Einfluss.
Zwischen 1000 und 1500 lebten die meisten Bewohner einerseits von der Bisonjagd, andererseits kultivierten sie Mais, Kürbis und Bohnen, sammelten aber auch weiterhin Wildfrüchte und Wurzeln. Der Atlatl war immer weniger in Gebrauch. Die Tonverarbeitung wurde deutlich verbessert. Im Norden verbreiteten sich rechteckige Erdhäuser, während im Süden eher Häuser aus Gras und Lehm vorherrschten. Dabei wurden die Dörfer fast dauerhaft bewohnt, gleichzeitig wuchs die Bevölkerung weiter. Der Handel mit den Pueblo-Völkern im Südwesten nahm stark zu.
Während der protohistorischen Periode zwischen 1500 und 1800 erschienen europäische Artefakte. Die archäologischen Fundstätten können nun mit heutigen Stämmen, wie den Pawnee, Kansa, Wichita und Apachen in Verbindung gebracht werden. Weiterhin lebten die meisten Gruppen von Bisonjagd und Landwirtschaft, einige Gruppen neigten dabei allerdings stärker zum Nomadismus, wie etwa die Apachen im Westen. Die Fundstätte El Cuartelejo geht vermutlich auf flüchtige Pueblo-Indianer zurück, die aus New Mexico stammten. Sie ist die nordöstlichste Fundstätte dieser Kultur. Auch spanische Artefakte, wie Kettenhemden, wurden in Kansas gefunden, wie etwa in den sogenannten Wichita grass lodge villages.

### Erste Kontakte mit Europäern
Der spanische Konquistador Francisco Vásquez de Coronado erreichte 1541 als erster Europäer die Gegend. Die Europäer führten Pferde ein, was zur Zuwanderung nomadischer Indianer führte (u. a. Kansa, Wichita, Osage, Kiowa, Apachen, Comanche), die alteingesessene Stämme verdrängten.
Französische Entdecker und einige amerikanische Expeditionen besuchten das spätere Kansas, z. B. der französische Missionar Jacques Marquette und der Kartograph Louis Joliet um 1673. Franzosen bauten 1744 einen Handelsposten in Kansas, nahe Fort Leavenworth. 1803 wurde das Gebiet durch den Louisiana Purchase Eigentum der USA und die Lewis-und-Clark-Expedition reiste durch das Gebiet, 1806 auch die Pike-Expedition. Seit dieser Zeit versuchte die US-Regierung, Indianer in Land westlich des Mississippi, also auch nach Kansas umzusiedeln, was manche freiwillig taten, aber besonders ab dem Indian Removal Act von 1830 auch mit Druck und Gewalt durchgesetzt wurde. In dieser Zeit wurden Stämme wie die Kickapoo, Sauk, Meskwaki, Shawnee, Ottawa, Iowa und Peoria nach Kansas verdrängt. Bis 1854 war Kansas nicht zur Besiedlung durch Europäer freigegeben, und einige Reservate existieren noch heute.

### Territorialzeit und Staatsgründung
Die Zeit bis zur Staatsgründung wurde als Bleeding Kansas (blutendes Kansas) bekannt. Am 30. Mai 1854 wurde der „Kansas-Nebraska Act“ gesetzlich beschlossen. Damit wurden Nebraska und Kansas den Vereinigten Staaten als „Territorien“ angeschlossen. Die Territorien gehörten zwar zu den USA, waren aber noch keine Bundesstaaten mit entsprechenden Rechten. Siedler erschlossen das Kansas Territory schnell, teils auf eigene Faust, teils mit Hilfe von Ansiedlungsgesellschaften (z. B. die New England Emigrant Aid Company, die mehrere Städte gründete). Die nicht-indianische Bevölkerung wuchs schnell, auf 140.000 im Jahre 1865 und auf eine Million im Jahre 1880. Das Leben im Kansas Territory war unsicher, da Befürworter und Gegner der Sklaverei (Abolitionisten) um die Mehrheit im zukünftigen Bundesstaat stritten und Guerillas ihr Unwesen trieben (vgl. Jayhawkers). Am 30. März 1855 fielen die „Border Ruffians“ (dt. ungefähr: „Grenz-Grobiane“) von Missouri kommend in Kansas ein und erzwangen die Wahl einer sklavereifreundlichen Regierung. In der Folgezeit kam es immer wieder zu gewaltsamen Zusammenstößen, z. B. dem Überfall des Abolitionisten John Brown auf Befürworter der Sklaverei im Jahre 1856, bei dem er und seine Söhne mehrere Personen ermordeten. In der intensiven politischen Auseinandersetzung zwischen Kräften für und gegen die Sklaverei wurden insgesamt vier Verfassungsentwürfe für den zukünftigen Bundesstaat abgestimmt. Am 29. Januar 1861 wurde Kansas als 34. Staat in die Union aufgenommen, mit dem Verbot der Sklaverei in der Verfassung (als „Freestate“).

### Bürgerkrieg bis Erster Weltkrieg

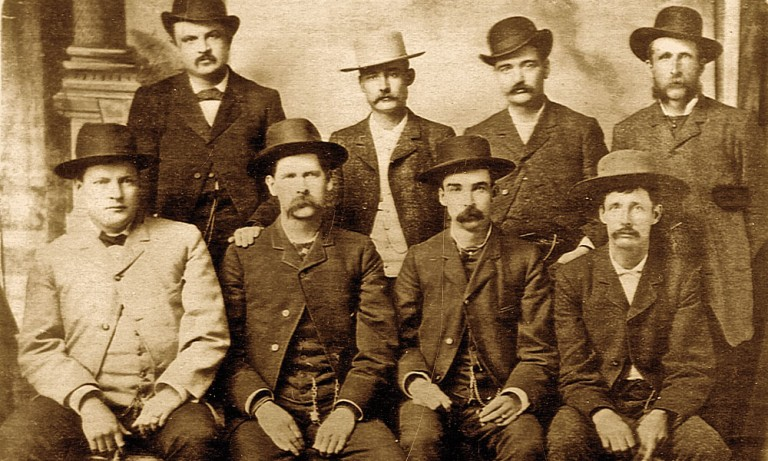
Die sogenannte „Dodge City Peace Commission“ von 1883. Von links, stehend: W. H. Harris, Luke Short, Bat Masterson; sitzend: Charlie Bassett, Wyatt Earp, Frank McLain, Neal Brown.

Die Bevölkerung Kansas war u. a. wegen der Sklavenfrage im Bürgerkrieg gespalten. Die Unionsbefürworter dominierten jedoch die Institutionen, sodass der Staat am Krieg auf Unionsseite teilnahm.
Während des Bürgerkrieges (1861–1865) kam es in Kansas nicht zu großen Schlachten, aber immer wieder zu Auseinandersetzungen zwischen Gruppen aus Kansas und Missouri. Der größte Zwischenfall war das von dem Sklavereibefürworter und Guerillaführer William Clark Quantrill geleitete Massaker von Lawrence im Jahre 1863. Militärische Aktionen gab es auch gegen Indianer, die bis wenige Jahre nach dem Bürgerkrieg als Vergeltung gegen ihre Vertreibung und Unterdrückung Siedlungen und Militärposten überfielen.
Anfang der 1870er Jahre hatte sich die Lage in Kansas stabilisiert, und der Ausbau der Eisenbahnlinien nach Westen begann. Zunächst wurden zahlreiche kleinere Eisenbahngesellschaften gegründet (z. B. die Leavenworth, Pawnee, and Western), die kurze Bahnlinien im Osten bauten. Bald trieben aber auch größere Gesellschaften die Bahnlinien durch den ganzen Bundesstaat nach Osten voran. Die Union Pacific Railroad baute zahlreiche Linien aus und kaufte 1880 auch die Kansas Pacific Railway auf. Die Atchison, Topeka and Santa Fe Railway baute eine Linie nach Colorado zwischen 1868 und 1873, die Chicago, Rock Island and Pacific Railroad vollendete ihre Hauptlinie nach Osten 1880, die Missouri Pacific Railroad im Jahre 1890. Auch Verbindungen nach Süden Richtung Golf von Mexiko wurden begonnen (z. B. durch die Missouri River, Fort Scott and Gulf). Ein wichtiges Geschäft für die Anrainer der Eisenbahnlinien war das Verladen von Rindern, die aus Texas entlang des Chisholm Trails zum nächstgelegenen Bahnhof in Kansas getrieben wurden, um sie zu den Märkten im Norden und Osten zu transportieren. Der Bahnhof, der jeweils das nächstgelegene Ende der Eisenbahnstrecke bildete, entwickelte sich zur Boomtown, bis der Ausbau der Eisenbahnlinie eine günstiger gelegene Stadt erreichte. Vor 1871 war Abilene der Haupt-Verladebahnhof, dann für ein Jahr Newton weiter im Westen, später Ellsworth, aber auch Wichita und schließlich Dodge City im Südwesten des Staates (1875 und 1885). Zu dieser Zeit wurde Dodge City die prototypische Cowboy-Stadt, die u. a. von den Revolverhelden Wyatt Earp, Doc Holliday, Bill Tilghman, Luke Short und Bat Masterson besucht wurde. Die Boom-Zeit endete mit dem Verbot der Einfuhr von Rindern nach Kansas im Jahre 1885.
Kansas beschloss im November 1880 als erster Bundesstaat den Ausschank alkoholischer Getränke zu verbieten (Prohibition), das Verbot trat im Mai 1881 in Kraft. Offiziell galt das Alkoholverbot bis 1948, mit der Ausnahme von Bier mit niedrigem Alkoholgehalt, das seit 1937 verkauft werden durfte. Damit war Kansas auch einer der letzten Bundesstaaten, der das Ende der Prohibition auf Bundesebene (erfolgt durch den 21. Verfassungszusatz von 1933) in die Gesetze des Bundesstaates übernahm. Während der 1880er und 1890er Jahre war in Kansas die Populist Party erfolgreich, die vor allem von Farmern im Mittleren Westen gewählt wurde, die sich mehr Unterstützung vom Staat wünschten. 1892 wurde der Kandidat der Populist Party, Lorenzo D. Lewelling (mit Unterstützung der Demokraten) zum Gouverneur gewählt und die Partei beherrschte den Senat von Kansas. Schon 1899 erlangte aber wieder ein Republikaner den Gouverneursposten.

### Seit dem Ersten Weltkrieg
Im Ersten Weltkrieg spielte Kansas keine besondere militärische Rolle, bildete aber in Camp Funston Soldaten aus. 2500 Kansans fielen im Ersten Weltkrieg, aber mehr als 5000 starben an der spanischen Grippe. Es wird vermutet, dass Kansas der Herkunftsstaat der spanischen Grippe war, die sich weltweit verbreitete. Soldaten, die aus der Militärbasis Fort Riley an verschiedene Kriegsschauplätze verlegt wurden, sollen einen Grippe-Erreger in die Welt getragen haben. Kansas wurde wie alle Bundesstaaten von der Wirtschaftskrise der 1930er Jahre betroffen, die im Mittleren Westen auch noch mit einer Dürre zusammenfiel. Die Trockenheit verursachte nicht nur Missernten, sondern auch Staubstürme, weswegen der Mittlere Westen auch Dust Bowl genannt wurde. Viele Farmer mussten zu dieser Zeit ihre Farmen aufgeben und verließen Kansas.
Im Zweiten Weltkrieg wurden zahlreiche deutsche Kriegsgefangene in Kriegsgefangenenlager in Kansas interniert. Die größten der insgesamt 14 Lager in Kansas zwischen 1943 und 1946 waren Camp Concordia und Camp Phillips. Durch die große Entfernung von Küsten und Landesgrenzen, aber auch aufgrund der guten Behandlung der Gefangenen gab es kaum Fluchtversuche. Die Gefangenen arbeiteten teils auf Farmen mit und manche schlossen Freundschaften mit Amerikanern. In einigen Gegenden mit Kriegsgefangenenlagern lebten deutschsprechende Amerikaner. Wirtschaftlich beeinflusste der Zweite Weltkrieg Kansas stark, da nun die Flugzeugindustrie wichtig wurde, die in der Gegend von Wichita heranwuchs. Außerdem wurde in Kansas Munition produziert und verstärkt Sojabohnen zur Sicherung der Nahrungsversorgung der USA angebaut.

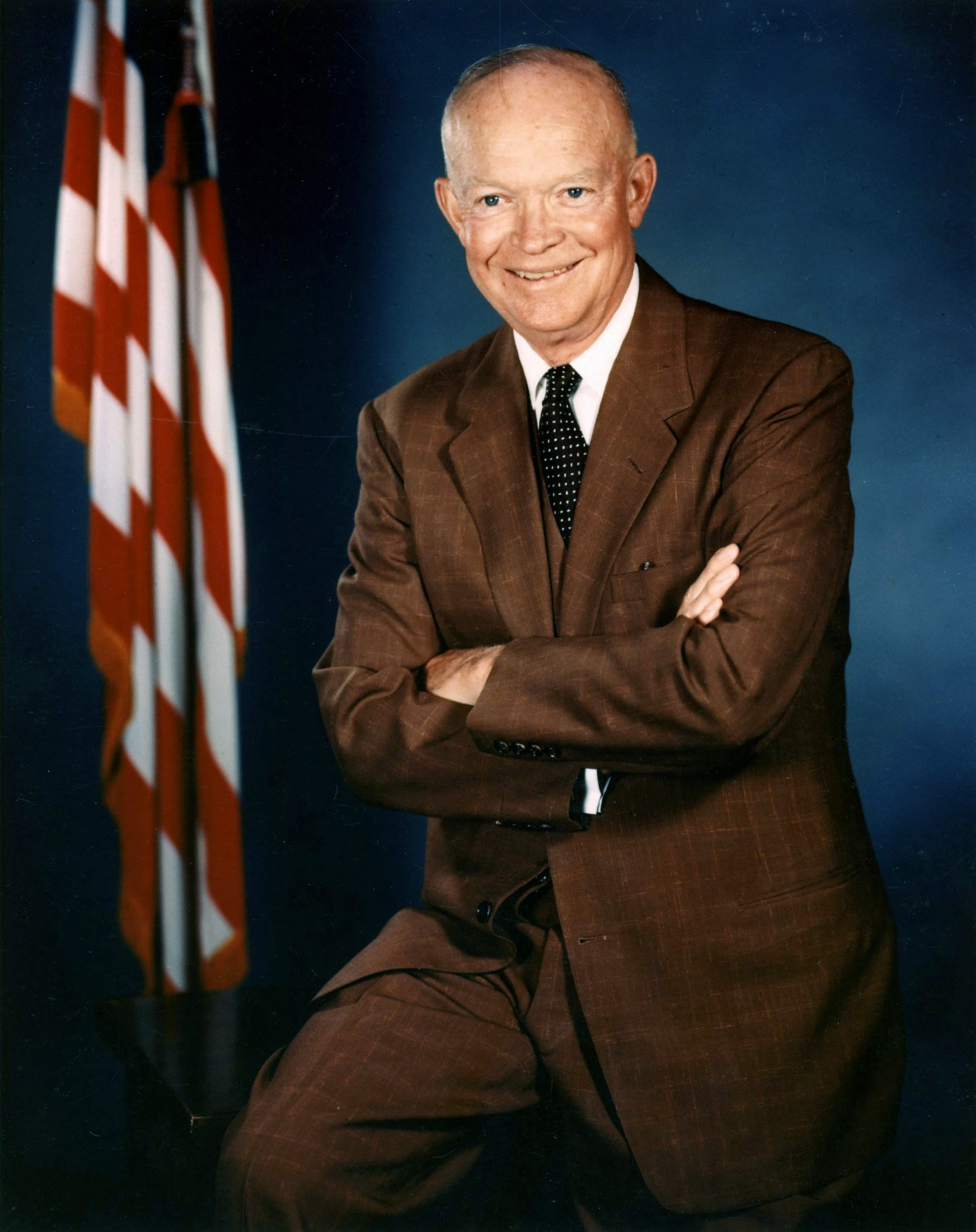
Präsident Eisenhower (1956)

In den 1950er Jahren erhielt Kansas zweimal eher indirekt landesweite Aufmerksamkeit. Der in Kansas aufgewachsene Dwight D. Eisenhower war 1953–1961 Präsident der Vereinigten Staaten und im Jahre 1955 erschien die Schulbehörde der Hauptstadt von Kansas, Topeka, als Beklagte vor dem Obersten Bundesgericht. Diese Klage gegen Rassentrennung in Schulen war eine Sammelklage, wurde aber unter dem Namen des in der Anklageschrift zuerst aufgeführten Klägers aus Kansas als Brown et al. vs. Board of Education of Topeka bekannt. Nachdem die Klage durch mehrere Instanzen gegangen war, erklärte der Supreme Court die Rassentrennung in öffentlichen Schulen für verfassungswidrig.

### 21. Jahrhundert
An der Wende zum 21. Jahrhundert machte Kansas Schlagzeilen im Rahmen der Debatte um die Rolle von Evolution im Schulunterricht. Nachdem in das staatliche School Board eine konservative Mehrheit gewählt worden war, beschloss diese, 1999 alle Hinweise auf die Evolutionslehre aus dem Lehrplan zu streichen. Diese Regelung wurde jedoch schon im Jahr 2000 durch eine neue Mehrheit im School Board wieder abgeschafft. Ähnliches wiederholte sich wenige Jahre später: 2004 kam es wieder zu einer konservativen Mehrheit im School Board, die eine öffentliche Anhörung zum Thema im nächsten Jahr ansetzte und 2006 neue Richtlinien für den Biologieunterricht einführte, nach denen sowohl die Evolutionstheorie als auch andere Erklärungsmodelle gelehrt werden sollten. Die Mehrheit im Schoolboard wechselte allerdings wieder, und der Entschluss wurde wieder zurückgenommen. Während Kansas wegen dieser Debatte international Aufmerksamkeit erhielt, finden vergleichbare Debatten auch in anderen Bundesstaaten statt.
Unter Gouverneur Sam Brownback führte Kansas ab 2010 eine scharfe Sparpolitik ein. Steuersätze für Unternehmen wurden gesenkt, bis auf Null für Kleinbetriebe, die Einkommensteuer wurde soweit gesenkt wie nie zuvor. Die staatliche Verwaltung wurde reduziert und schränkte ihre Leistungen ein. Im März 2017 erklärte das oberste Gericht von Kansas die Bildungsausgaben für verfassungswidrig, weil zwingende Schulaufgaben nicht erfüllt werden. Im Juni 2017 zwang eine republikanische Mehrheit in beiden Häusern des Parlaments Brownback gegen sein zunächst eingelegtes Veto zu Steuererhöhungen von 1,2 Mrd. über zwei Jahre.

## Politik

### Politische Landschaft
| Jahr | Demokraten      | Republikaner    |
| ---- | --------------- | --------------- |
| 2024 | 40,81 % 544.853 | 56,83 % 758.802 |
| 2020 | 41,56 % 570.323 | 56,21 % 771.406 |
| 2016 | 35,74 % 427.005 | 56,16 % 671.018 |
| 2012 | 38,00 % 439.908 | 59,59 % 689.809 |
| 2008 | 41,55 % 514.765 | 56,48 % 699.655 |
| 2004 | 36,62 % 434.993 | 62,00 % 736.456 |
| 2000 | 37,24 % 399.276 | 58,04 % 622.332 |
| 1996 | 36,08 % 387.659 | 54,29 % 583.245 |
| 1992 | 33,74 % 390.434 | 38,88 % 449.951 |
| 1988 | 42,56 % 422.636 | 55,79 % 554.049 |
| 1984 | 32,60 % 333.149 | 66,27 % 677.296 |
| 1980 | 33,29 % 326.150 | 57,85 % 566.812 |
| 1976 | 44,94 % 430.421 | 52,49 % 502.752 |
| 1972 | 29,50 % 270.287 | 67,66 % 619.812 |
| 1968 | 34,72 % 302.996 | 54,84 % 478.674 |
| 1964 | 54,09 % 464.028 | 45,06 % 386.579 |
| 1960 | 39,10 % 363.213 | 60,45 % 561.474 |

Kansas, in den 1890er Jahren eine Hochburg von teilweise sozialistisch gefärbtem Agrarpopulismus, ist heute ein zuverlässiger Teil der republikanischen Machtbasis zwischen Rocky Mountains und Mittlerem Westen. Das Staatsparlament in Kansas hat zwei Kammern (Senat und Repräsentantenhaus), die momentan beide stark republikanisch dominiert sind. Die beiden amtierenden Senatoren des Staates im US-Kongress sind die Republikaner Roger Marshall und Jerry Moran, wobei Moran der dienstältere Senator ist. Auch drei der vier Abgeordneten im Repräsentantenhaus des 117. Kongresses gehören den Republikanern an während der Bezirk von Kansas City den Demokraten gehört. Bis Januar 2011 stellte die Demokratische Partei mit Mark Parkinson den Gouverneur; er bewarb sich aber nicht um die Wiederwahl und wurde vom Republikaner Sam Brownback abgelöst. Nach dessen Rücktritt übernahm Jeff Colyer das Amt, dieser wurde im Januar 2019 von der Demokratin Laura Kelly abgelöst.
Bei den Wahlen des US-Präsidenten stellt Kansas sechs Wahlmänner für das Electoral College. Bei den Präsidentschaftswahlen 2004 dominierten in 103 der 105 Countys die Republikaner (Ausnahme waren Wyandotte County und Douglas County, 2008 zusätzlich noch Crawford County). 2004 erhielt der republikanische Kandidat George W. Bush 62 % aller Stimmen, der Demokrat John Kerry 36,62 %, der unabhängige Kandidat Ralph Nader nur 0,79 %. Bei den Präsidentschaftswahlen 2008 kam der Republikaner John McCain auf 56,8 % der Stimmen, der Demokrat Barack Obama erzielte 41,4 % aller Stimmen, wobei sich zwei Extremwerte zeigten: im ländlichen Westen des Bundesstaates stimmten teils 85 % der Wähler für John McCain und in den zwei demokratischen Hochburgen Douglas und Wyandotte County ungefähr 65 % für Barack Obama.
Beispiele für den großen Anteil von Wählern mit kulturell konservativer Grundhaltung mag die Behandlung des Naturkundeunterrichts geben (siehe Geschichte – 21. Jahrhundert). Außerdem hat Kansas wie viele andere Bundesstaaten die gleichgeschlechtliche Ehe durch ein Amendment zur Staatsverfassung 2005 verboten. Die Gouverneurin hat 2008 den Neubau von Kohlekraftwerken unter Hinweis auf den Klimaschutz durch ein Veto blockiert.
Nach dem zeitweiligen Hinrichtungsstopp gab es ab 1976 in Kansas mehrere Versuche, die Todesstrafe wieder einzuführen. Entsprechende Gesetzentwürfe scheiterten aber 1979, 1980, 1981 und 1985 am Veto des demokratischen Gouverneurs John W. Carlin. Erst ein fünfter Entwurf wurde 1994 durch die Zustimmung von Carlins Nachfolgerin und Parteikollegin Joan Finney wirksam. Kansas war damit der bislang vorletzte Bundesstaat, der die Todesstrafe wieder einführte. 2010 wurde im Senat von Kansas ein Gesetzentwurf, der die Umwandlung der Todesstrafe in lebenslange Haft ohne Aussicht auf vorzeitige Entlassung vorsah, mit nur einer Stimme Mehrheit abgelehnt. Im Januar 2016 sind zehn Menschen in Kansas zum Tode verurteilt worden. Bisher wurde kein Häftling hingerichtet. Der damalige US-Senator und spätere Gouverneur Sam Brownback sah 2007 die Todesstrafe kritisch. („I am not a supporter of a death penalty, other than in cases where we cannot protect the society and have other lives at stake.“)

### Gouverneure
- Liste der Gouverneure von Kansas
- Liste der Vizegouverneure von Kansas

### Kongress
- Liste der US-Senatoren aus Kansas
- Liste der Mitglieder des US-Repräsentantenhauses aus Kansas

### Mitglieder im 119. Kongress
|  | Name                    | Mitglied seit | Parteizugehörigkeit |
|  | ----------------------- | ------------- | ------------------- |
|  | Tracey Robert Mann      | 2021          | Republikaner        |
|  | Derek Schmidt           | 2025          | Republikaner        |
|  | Sharice Lynnette Davids | 2019          | Demokrat            |
|  | Ronald Gene Estes       | 2017          | Republikaner        |

|  | Name                 | Mitglied seit | Parteizugehörigkeit |
|  | -------------------- | ------------- | ------------------- |
|  | Roger Wayne Marshall | 2021          | Republikaner        |
|  | Gerald Wesley Moran  | 2011          | Republikaner        |

### Todesstrafe
Kansas führte 1994 die Todesstrafe wieder ein. Allerdings fand seitdem (Stand: Februar 2020) keine Hinrichtung statt. Die letzte Hinrichtung war im Jahre 1965. Somit ist Kansas einer von zwei US-Bundesstaaten, die nach 1976 die Todesstrafe wieder einführten, aber seitdem noch keinen Gebrauch von ihr machten. Der andere US-Bundesstaat, New Hampshire, schaffte die Todesstrafe im Jahre 2019 wieder ab.

## Wirtschaft und Infrastruktur

### Bildung
Die wichtigsten staatlichen Hochschulen sind die Kansas State University, die University of Kansas und die Wichita State University. Weitere Universitäten sind in der Liste der Universitäten in Kansas verzeichnet.

### Wirtschaft
Das reale Bruttoinlandsprodukt pro Kopf (engl. per capita real GDP) lag im Jahre 2016 bei 52.715 USD (nationaler Durchschnitt der 50 US-Bundesstaaten: 57.118 USD; nationaler Rangplatz: 27). Die Arbeitslosenquote lag im November 2017 bei 3,5 % (Landesdurchschnitt: 4,1 %).
Wichtige Wirtschaftszweige sind
- Landwirtschaft (vor allem Weizenanbau, Mais, Rinderhaltung)
- Flugzeugbau
- Bergbau (Erdöl, Erdgas, Salz, Gips, Blei- und Zinkerz)
- Heliumproduktion

Kansas ist der größte Weizenproduzent der USA („Brotkorb der Nation“), hat das größte natürliche Erdgasfeld der Welt und ist zweitgrößter Rindfleischproduzent der USA.

## Rezeption
Nach dem Bundesstaat ist der Asteroid des mittleren Hauptgürtels (3124) Kansas benannt.
Der Comicheld Superman (DC Comics), der vom fiktiven Planeten Krypton stammte, landete in den meisten Versionen der Comicgeschichten als Säugling im ebenfalls fiktiven Ort Smallville in Kansas.

### Allgemeines
- Thomas Frank: What's the Matter with Kansas? – How Conservatives won the Heart of America. Owl Books, New York 2004, ISBN 978-0-8050-7774-2.
- Samuel A. Johnson: The Battle Cry of Freedom. The New England Emigrant Aid Company in the Kansas Crusade. University of Kansas Press, Lawrence 1954.
- Robert W. Richmond: Kansas. A Land of Contrasts. Forum Press, Saint Charles 1974.
- James R. Shortridge: Peopling the plains : who settled where in frontier Kansas. University Press of Kansas, Lawrence 1995.
- Donald Ricky: Encyclopedia of Kansas Indians, Somerset, St. Clair Shores 1999.

### Frühgeschichte
- Robert J. Hoard/William E. Banks (Hrsg.): Kansas Archaeology. University Press of Kansas, Lawrence 2006.
- John D. Reynolds/William B. Lees: The Archeological Heritage of Kansas: A Synopsis of the Kansas Preservation Plan. Hrsg. Robert J. Hoard und Virginia Wulfkuhle, Kansas State Historical Society 2004.
- Waldo R. Wedel: Central Plains Prehistory. Lincoln, Nebraska: University of Nebraska Press 1986.

### Deutsche in Kansas
- William D. Keel: Deitsch, Däätsch, Düütsch and Dietsch: The Varieties of Kansas German Dialects after 150 Years of German Group Settlement in Kansas. In: Preserving Heritage: A Festschrift for C. Richard Beam, hrsg. von Joshua R. Brown und Leroy T. Jr. Hopkins. Bd. 2. Lawrence: University of Kansas, Society for German-American Studies 2006, S. 27–48. Text Online
- Jörg Meindl: Pennsylvania German in Kansas: Language Maintenance or Loss? In: German Diasporic Experiences: Identity, Migration and Loss. Hrsg. von Matthias Schulze, James M. Skidmore, David G. John, Grit Liebscher, und Sebastian Siebel-Achenbach Wilfrid Laurier University Press, Waterloo, im Druck, S. 431–441.
- Patrick O’Brien, Thomas D. Isern, R. Daniel Lumley: Stalag Sunflower: German Prisoners of War in Kansas. In: Kansas History, Bd. 7, Autumn 1984, Nr. 3, S. 182–198.
- Gordon Scott Seeger: Socio-Economic Influence on Low German in North-Central Kansas: From Immigrant Language Lost to Heritage Language Revived. Ph. D. Dissertation. University of Kansas, Lawrence 2006.
- Eleanor L. Turk: Germans in Kansas. In: Kansas History. Spring 2005, S. 44–71 Text Online (PDF; 1,2 MB)